# Myddle, Broughton and Harmer Hill
Myddle, Broughton and Harmer Hill är en civil parish i kommunen Shropshire i Storbritannien. Den ligger i grevskapet Shropshire och riksdelen England, i den södra delen av landet, 230 km nordväst om huvudstaden London. Orten har 1 333 invånare (2011).